# Димитър Хлебаров (революционер)
Вижте пояснителната страница за други личности с името Димитър Хлебаров.
Димитър (Димитри) Хлебаров (изписване до 1945 година: Хлѣбаровъ) е български общественик, просветен деец, търговец и книжар от Македония, революционер, деец на Вътрешната македоно-одринска революционна организация и Българското тайно революционно братство.

## Биография
Хлебаров е роден на 26 (14) септември 1872 година в град Воден, тогава в Османската империя, днес Едеса, Гърция, но произхожда от близкото село Техово, днес Каридия. Завръшва в 1892 година с четвъртия випуск Солунската българска мъжка гимназия.
Към есента на 1895 година Хлебаров е в родния си град Воден, където членува в местния комитет на новообразуваната ВМОРО и като такъв участва в разпространяването на организацията. Но, в 1897 година влиза в тогава основаното в Солун Българско тайно революционно братство и е част от ръководството му. В 1900 година братството се претопява във ВМОРО.
Хлебаров работи като български учител в Солун. Към 1895 и 1897 година учителства в началното училище за момчета и момичета в махалата „Свети Танас“, което към 1901 година е образцово първоначално училище. Това училище се намира в същото тогава новопостроено здание с българската девическа гимназия. Както пише Царевна Миладинова, в него учат стотици българчета, а всяка неделя се провеждат конференции за всички учители и учителки от българските първоначални училища в града. Хлебаров има малка частна книжарница, която се намира при девическата гимназия. Той снабдява Кирил Пърличев и други във Воден с календарчета и песнопойки, които те купуват и разпространяват в града и по селата. Той е познат и с Димитър Мирчев, учител в девическата гимназия, на когото помага в анализ на материали за воденския говор, който Мирчев преточва в статия обявена в Сборника за народни умотворения, наука и книжнина в 1901 година.
Хлебаров е бил в затвора повече пъти. В Солунската афера, избухнала в януари 1901 година, осъден е на една година за разпространение на забранени от цензурата книги. Лежи в солунския затвор Еди куле, където подписва прошение от арестуваните в аферата до солунския валия за подобряване на условията в затвора. По време на Солунските атентати в април 1903 година отново е арестуван заедно с брат му. В 1904 година е арестуван за железопътния динамитен атентат от 4 юни, като властите го подозират, че е участвал в атентата, защото този ден получава от София сандък с книги и учебници.
Хлебаров е част от обществено-културната организация от времето на Хуриета Българска матица, основана в 1909 година, която активно популяризира. На 15 (2) август 1909 година той държи реч на основаването на клона на организацията в родния му Воден. Както пренася вестника „Отечество“, след речта на Хлебаров „на достѫпенъ за народа езикъ“, в клона се записват 30 членове. През великденските праздници в 1911 година заедно с други видни солунски българи участва на среща в централното училище на която Панчо Дорев представя идеята да се основа „нова политическа партия, която да спасява българитѣ и да смирява турцитѣ“. Участниците на срещата приемат по принцип идеята на Дорев, но не се стига до нейната реализация.